# Atletica leggera ai Giochi della III Olimpiade - Salto triplo da fermo
La gara del salto triplo da fermo dei Giochi della III Olimpiade si tenne il 4 settembre 1904 a Saint Louis, in occasione dei terzi Giochi olimpici dell'era moderna.

## Cronaca
Come nel salto in alto da fermo e nel salto in lungo da fermo, anche in questa gara Ray Ewry non ha particolari problemi a bissare il titolo olimpico conquistato 4 anni prima a Parigi 1900.

## Risultati

### Finale
| Pos.    | Nazione     | Atleta          | Età | Misura  |
| ------- | ----------- | --------------- | --- | ------- |
| Oro     | Stati Uniti | Ray Ewry        | 31  | 10,54 m |
| Argento | Stati Uniti | Charles King    | 24  | 10,16 m |
| Bronzo  | Stati Uniti | Joseph Stadler  | 24  | 9,60 m  |
| 4º      | Stati Uniti | Garrett Serviss | 23  | 9,53 m  |